# Ral·li de l'Argentina

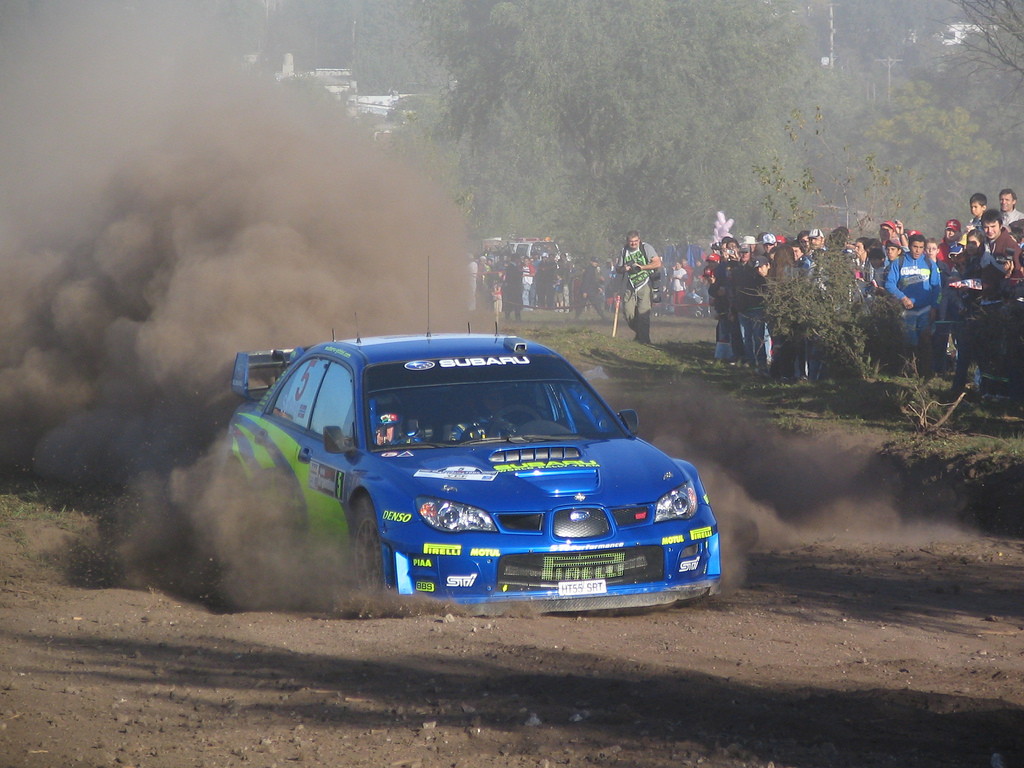
Petter Solberg a l'edició del 2006.

El Ral·li de l'Argentina (en castellà, Rally Argentina) és un ral·li del Campionat Mundial de Ral·lis que organitza la Federació Internacional d'Automobilisme (FIA).
Les dues primeres edicions, organitzades per l'Automobil Club Argentino (el 1980 i 1981) es van fer a la província de Tucumán. El 1983, la prova es va traslladar a San Carlos de Bariloche i el 1984 es va torna a traslladar, aquest cop a la província de Córdoba on s'ha mantingut fins a l'actualitat.
El pilot amb major nombre de victòries és Sébastien Loeb amb 8.

## Guanyadors
A 21 d'abril de 2022
| Any  | Pilot              | Cotxe          |
| ---- | ------------------ | -------------- |
| 2020 | Edició suspesa     | Edició suspesa |
| 2019 | Thierry Neuville   | Hyundai        |
| 2018 | Ott Tänak          | Toyota         |
| 2017 | Thierry Neuville   | Hyundai        |
| 2016 | Hayden Paddon      | Hyundai        |
| 2015 | Kris Meeke         | Citroën        |
| 2014 | Jari-Matti Latvala | Volkswagen     |
| 2013 | Sébastien Loeb     | Citroën        |
| 2012 | Sébastien Loeb     | Citroën        |
| 2011 | Sébastien Loeb     | Citroën        |
| 2010 | Juho Hänninen      | Škoda          |
| 2009 | Sébastien Loeb     | Citroën        |
| 2008 | Sébastien Loeb     | Citroën        |
| 2007 | Sébastien Loeb     | Citroën        |
| 2006 | Sébastien Loeb     | Citroën        |
| 2005 | Sébastien Loeb     | Citroën        |
| 2004 | Carlos Sainz       | Citroën        |
| 2003 | Marcus Grönholm    | Peugeot        |
| 2002 | Carlos Sainz       | Ford           |
| 2001 | Colin McRae        | Ford           |
| 2000 | Richard Burns      | Subaru         |
| 1999 | Juha Kankkunen     | Subaru         |
| 1998 | Tommi Mäkinen      | Mitsubishi     |
| 1997 | Tommi Mäkinen      | Mitsubishi     |
| 1996 | Tommi Mäkinen      | Mitsubishi     |
| 1995 | Jorge Recalde      | Lancia         |
| 1994 | Didier Auriol      | Toyota         |
| 1993 | Juha Kankkunen     | Toyota         |
| 1992 | Didier Auriol      | Lancia         |
| 1991 | Carlos Sainz       | Toyota         |
| 1990 | Miki Biasion       | Lancia         |
| 1989 | Mikael Ericsson    | Lancia         |
| 1988 | Jorge Recalde      | Lancia         |
| 1987 | Miki Biasion       | Lancia         |
| 1986 | Miki Biasion       | Lancia         |
| 1985 | Timo Salonen       | Peugeot        |
| 1984 | Stig Blomqvist     | Audi           |
| 1983 | Hannu Mikkola      | Audi           |
| 1981 | Guy Fréquelin      | Talbot         |
| 1980 | Walter Röhrl       | Fiat           |